# Drepturile de transmisiune la Campionatul Mondial de Fotbal 2010
FIFA, prin mai multe companii, a vândut drepturile de transmisie a Campionatului Mondial de Fotbal 2010 la următorii transmițători.

## Televiziune
Transmițătorii care au confirmat că vor emite unele sau toate meciurile în high definition sunt trecuți cu bold.
Transmițătorii care vor emite în 3D sunt trecuți italic.

## Radio
| Țara                                                          | Transmițători                  | Sursa  |
| ------------------------------------------------------------- | ------------------------------ | ------ |
| Argentina                                                     | Radio Nacional                 |        |
| Brazilia                                                      | Rádio Bandeirantes             |        |
| Danemarca                                                     | Nova fm                        |        |
| Franța                                                        | Radio Monte Carlo              |        |
| Mexic                                                         | Televisa Radio                 |        |
| Panama                                                        | RPC Radio                      |        |
| Portugalia                                                    | RDP Antena 1 RDP Rádio Mundial |        |
| Irlanda                                                       | RTÉ Radio 1 RTÉ 2fm            |        |
| Italia                                                        | Rai Radio 1                    |        |
| Suedia                                                        | SR P4                          |        |
| Regatul Unit ( Anglia, Scoția, Irlanda de Nord, Țara Galilor) | BBC Radio 5 Live talkSPORT     |        |
| Statele Unite                                                 | ESPN                           | [ 30 ] |

## Internet
| Țara                                                          | Transmițători    | Sursa  |
| ------------------------------------------------------------- | ---------------- | ------ |
| Brazilia                                                      | GloboEsporte.com | [ 31 ] |
| Irlanda                                                       | RTÉ              | [ 32 ] |
| Portugalia                                                    | RTP              |        |
| Regatul Unit ( Anglia, Scoția, Irlanda de Nord, Țara Galilor) | BBC              |        |
| Statele Unite                                                 | ESPN3            |        |
| Mexic                                                         | Televisa         | [ 33 ] |
| Canada                                                        | CBC.ca           |        |

## Telefonie Mobilă/Transmisie
| Țara         | Transmițători                 | Sursa  |
| ------------ | ----------------------------- | ------ |
| Brazilia     | Rede Globo, Rede Bandeirantes | [ 34 ] |
| Portugalia   | RTP                           |        |
| Regatul Unit | BBC                           | [ 35 ] |